# Sillon
Sillon ("plovfuren") er navnet på en fransk katolsk
ungdomsbevægelse – en kristelig social bevægelse – hvis ophavsmand var Marc Sangnier (1873-1950), der ville forene det moderne demokrati med katolicismen.
Sangnier studerede ved École Polytechnique i Paris, lå
som soldat i Versailles og som underløjtnant
i Toulouse. Overalt samlede han ungdommen
om sig ved sin ildfulde veltalenhed, man
kaldte ham "en ny Jaurès". 1893 stiftede han i
Paris den første ungdomsforening, og 1894
begyndte han at udgive tidsskriftet Sillon
("Plovfuren"), hvorefter bevægelsen fik sit navn. I
alle Frankrigs større byer blev der stiftet
ungdomsforeninger, hvis medlemmer samledes
årligt på nationalkongresser. De oprettede
kooperative foretagender og udgav et tidsskrift,
L’éveil democratique.
Nationalister, socialister og ateister angreb i lige grad Sangnier, der
optrådte som politiker, men uden om
partierne. Paven så en tid med megen velvilje på
bevægelsen, men da denne blev en del af den
såkaldte reformkatolicisme eller katolsk modernisme som Pius X fordømte 1907, befalede paven 1910 at Sangnier
og hans medhjælpere som de lægfolk, de var,
skulle vige pladsen for biskopperne. Sangnier
bøjede sig for pavebuddet, men den af bisperne
ledede Sillon-bevægelse løb hurtigt ud i sandet.
1912 grundlagde Sangnier en erstatning Ligue de la jeune République ("Den unge republiks liga") for at fremme sin vision om en social katolicisme efter model af Emmanuel Mouniers personalisme.